# Alfarería en la provincia de Lérida

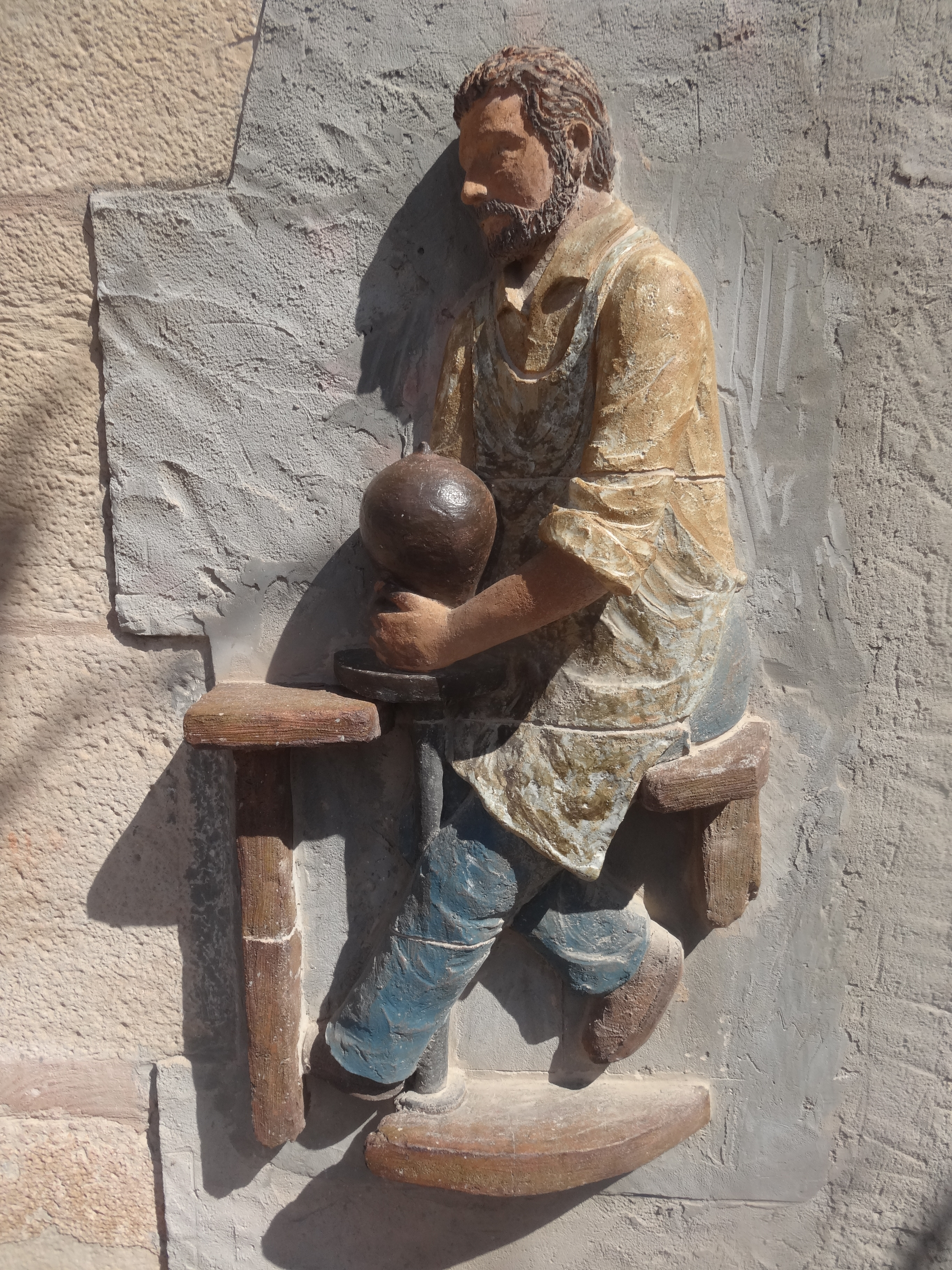
Relieve de un alfarero de Verdú.

La alfarería en la provincia de Lérida (España), más allá del ámbito arqueológico, tuvo su centro artesanal más importante en Verdú, activo hasta poco después de mediado el siglo xx, cuando desaparecida la funcionalidad de la cacharrería de basto, sus alfares evolucionaron hacia la fabricación de loza.

## Verdú
Los restos de hornos más antiguos en Verdú datan del periodo romano para la producción de materiales para la construcción (tejas, baldosas, etc.), y queda noticia de un horno común para tejas a finales de la Edad Media. Posteriormente se construyeron hornos dentro de la muralla (como delatan las excavaciones realizadas en las calles de Les Eres, Forn d’en Guasch, Margonell y carrer Nou, o en extramuros, en el camino de sant Miquel).
A partir de finales del siglo xiii se documentan los primeros cantareros (la familia Guasch), y ya a principios del siglo xvi Miquel Borrel, como maestro cantarero. Otros apellidos registrados fueron los Orobitg, Porta, Duxins, Stalella, etc. Las primeras ordenanzas -registradas en el archivo parroquial- fueron promovidas por la fundación de la cofradía de San Hipòlit, con contratos de aprendices del oficio, de venta comunitaria, así como de información relacionada con la tasa (talla) que tenían que pagar los cantareos y la producción de cada alfarero, con un nivel económico y social superior al resto de payeses en Verdú y su entorno comarcal.
Gran parte de esta actividad ha quedado recogida en el libro de la Unió de Canterers (de comienzos del siglo xviii) y los archivos de la Sociedad de Alfareros la Industrial, de finales del siglo xviii.
La cocción se hacía en hornos de piedra esféricos alimentados con leña de olivo, cuya pequeña portilla de acceso para introducir y extraer las piezas, facilitaba la llama reductora durante las 36 horas que duraba el proceso, dando a la producción su tradicional aspecto ennegrecido.
Además de la producción tradicional de orzas, juguetes y macetas, destaca el emblemático “silló” o cántaro negro, y los botijos (“cantirs”), piezas habituales en los museos dedicados a la alfarería.